# Kommunikative Kompetenz
Unter Kommunikativer Kompetenz  oder Kommunikationskompetenz versteht man die Fähigkeit, konstruktiv, effektiv und bewusst zu kommunizieren.

## Definition
Kommunikative Kompetenz wird von Ulrich Zeuner nach einer Definition von Canale und Swain (1980) zusammengefasst und gliedert sich in folgende Bereiche:
1. grammatische Kompetenz, d. h. die Beherrschung von Wortschatz, Satzgrammatik, Wortbildungsregeln, Aussprache, Orthographie usw., also Elemente des sprachlichen Codes;
2. soziolinguistische Kompetenz, d. h. wie Sprecher Äußerungen in unterschiedlichen situativen und kulturellen Kontexten produzieren und verstehen, wobei Faktoren wie der soziale Status der Gesprächsteilhaber, die Rollenverhältnisse zwischen ihnen, das Ziel der Interaktion und die Situationsangemessenheit der Äußerungen in Bedeutung und Form eine Rolle spielen.
3. Diskurskompetenz, d. h. wie Sprecher es schaffen, beim Sprechen und Verstehen grammatische Formen und Bedeutungen miteinander zu verbinden, damit Texte und Diskurse entstehen und
4. strategische Kompetenz, also die Beherrschung derjenigen verbalen und nonverbalen Kommunikationsstrategien, die Sprecher verwenden, wenn die Kommunikation zwischen den am Gespräch Beteiligten zusammengebrochen ist, z. B. wegen mangelnder Kompetenz in einem der anderen Kompetenzgebiete.[1]

Zur Kommunikativen Kompetenz gehört die Kenntnis wichtiger Kommunikationskonzepte und -modelle, aber auch das Beherrschen konkreter Kommunikationstechniken. Bei der Kommunikativen Kompetenz spielt allerdings nicht nur die Fähigkeit, sondern auch die Bereitschaft bzw. der Wille zur Kommunikation eine beachtliche Rolle.
- Kommunikationsfähigkeit bedeutet, dass man sich verständlich und empfängerorientiert ausdrücken kann und
- Kommunikationsbereitschaft bezieht sich auf den eigenen Willen, sich mit anderen auszutauschen, Dinge verbal zu klären und Wissen durch Kommunikation weiterzugeben.

Grenzen des bis heute unscharfen Fähigkeitskonzepts „Kommunikative Kompetenz“ zeigt Efing (2013) auf.

## Herkunft
Das Konstrukt der Kommunikativen Kompetenz entwickelte sich zunächst nur in Bezug auf den Fremdsprachenunterricht zu Beginn der 1970er Jahre (siehe Kommunikative Wende), der sich durch deren Fehlen damals noch stark vom heutigen Fremdsprachenunterricht unterschied. Wert wurde weniger auf das Kommunizieren mit der neu erworbenen Sprache gelegt, als vielmehr auf deren Analyse. Der Schüler diente hierbei als forschendes Instrument. Allerdings wurde er eher als Objekt, denn als Subjekt betrachtet, das einen zu interpretierenden Text mit seinen eigenen Erfahrungen, Gefühlen und Gedanken bereichert. Der Schüler war sozusagen das empty vessel, (also das leere Gefäß), welches es zu befüllen galt. Dieser so genannte „Instrumentalunterricht“ diente keinesfalls der Kontaktaufnahme und dem Verstehen anderer Kulturen.
Unter Bezug auf die Arbeiten von Noam Chomsky wurde seit den 1960er und 1970er Jahren die Kompetenzbildung auch zu einem Thema der Sozialwissenschaft und somit trat die Erziehung zur Kommunikations- und Interaktionsfähigkeit im Rahmen von Gruppenprozessen und Selbsterfahrungen (aus Kommunikative Kompetenz und Interkulturelles Lernen, Seminararbeit von Harald Kraus) in den Mittelpunkt des Unterrichts und damit eine starke Betonung des subjektiven Faktors und wurde in der deutschen Diskussion vor allem vom Interaktionstheoretiker Jürgen Habermas und dem Systemtheoretiker Niklas Luhmann verbreitet.
Als wegbereitend für diese „Kommunikative Wende“ gilt auch die Sprechakttheorie als deren Begründer John Langshaw Austin und John Searle gelten. Im Gegensatz zu anderen Bereichen der Linguistik widmet sich diese der Untersuchung von menschlicher Kommunikation und dem Verhalten während dieser und interessiert sich dabei insbesondere für die Alltagssprache und das scheinbar unwichtige Phänomen des Smalltalks. Die Sprechakttheorie soll damit Aufschluss über das Gelingen bzw. Nichtgelingen eines Gesprächs geben. Hierüber gibt auch Jürgen Habermas Aufschluss im Jahre 1971, indem er die Voraussetzungen für die ideale Sprechsituation formuliert. Diese kennzeichnet sich nämlich durch das Gleichgestelltsein der am Gespräch Beteiligten und durch deren Ehrlichkeit, den anderen gegenüber, ihre eigene Position betreffend, welche heute auch als Maxime der Kommunikation bekannt sind. Der Begriff der Kommunikativen Kompetenz wurde schließlich 1972 von Dell Hymes, einem Soziolinguisten eingeführt, der sie nicht nur als grammatisches, sondern auch als sozio- und psycholinguistisches Wissen eines Lernenden oder Sprechers sieht.
In der Zeit der Globalisierung ist der Begriff der Kommunikativen Kompetenz weitgehend abgelöst durch den der Interkulturellen Kompetenz, die man jedoch auch als ein Teilgebiet ersterer ansehen kann. So wäre die Kommunikative Kompetenz die Fähigkeit zum Kommunizieren im Allgemeinen und die Interkulturelle Kompetenz die Fähigkeit speziell mit anderen Kulturen zu kommunizieren. Hierbei ist es wichtig, neben der Sprache auch die Traditionen und Gepflogenheiten der anderen Kultur zu kennen, um die Kommunikation nicht durch eine unpassende Verhaltensweise oder Äußerung zum Erliegen zu bringen.

## Einleitung
Gegenwärtig wird die Gesellschaft immer häufiger mit dem Begriff „Kommunikative Kompetenz“ konfrontiert. Schon im Alltag fungiert diese Kompetenz als Voraussetzung, um soziale Kontakte zu knüpfen und zu fördern, sowie Alltagssituationen wie Bewerbungsgespräche, Konflikte usw. zu bewältigen. Besonders im Top-Management wird die Fähigkeit, kompetent zu kommunizieren, erwartet, da deren Ziele es sind, Kunden zu überzeugen, zielorientiert zu handeln und sich Respekt zu verschaffen. Aufgrund der Globalisierung wird es auch immer bedeutender, in Fremdsprachen kompetent zu sein, um auf internationaler Ebene agieren zu können. Diese Aspekte verdeutlichen, wie sehr die Kommunikative Kompetenz im Alltag präsent ist, doch was sie im Einzelnen beinhaltet, ist der Gesellschaft nicht bewusst.

## Kommunikation – Bestandteil der Kommunikativen Kompetenz
Kommunikation ist ein Vorgang, bei dem zwischen Individuen Informationen ausgetauscht werden; dies kann auf einer nonverbalen oder verbalen Ebene geschehen. Jede Kommunikation hat einen Inhaltsaspekt (Informationen, Fakten usw.) sowie einen Beziehungsaspekt (zwischenmenschliche Beziehung). Jeder Mensch wirkt durch sein Verhalten auf seine Umgebung und löst dadurch bei seinem Gegenüber eine Reaktion aus. Häufig treten Missverständnisse zwischen den Gesprächspartnern auf, da man nicht nicht kommunizieren kann. Allein die Körpersprache, ggf. auch Schweigen und Nichthandeln, besitzen ebenfalls Mitteilungscharakter.
Für eine „reibungslose“ Kommunikation müssen beide Gesprächspartner jedoch Kommunikationsaxiome (Regeln/Grundsätze, die zwar für jedermann einleuchtend sind, aber nicht beweisbar) sowie Kommunikations-/Konversationsmaximen (oberste Regeln bzw. Richtschnur, auch als Grundsatz ethischer Haltungen) einhalten. Sie sollten einander ausreden lassen, aktiv zuhören und Blickkontakt halten. Außerdem sollten sie bei Konfliktsituationen darauf achten, Ich-Botschaften zu senden, anstatt Du-Sätze zu bilden (Du-Botschaft: „Du bist kindisch“ versus Ich-Botschaft: „Wenn Du dich so und so verhältst werde ich ärgerlich, denn das bedeutet für mich, das und das“).

## Kommunikationsregeln erlauben Kommunikative Kompetenz
Ein von Merkmalen wie Ins-Wort-fallen oder Doppeldeutigkeiten dominiertes Gespräch löst bei mindestens einem der Teilnehmer oft Unmut aus, sodass dieser resigniert und infolgedessen das Gespräch abbricht. Dieser Kommunikationsverlauf ist offensichtlich nicht von Kompetenz geprägt. Es wird deutlich, dass die Beherrschung von „Regeln“ vorteilhaft ist und somit bilden sie einen Bestandteil der Kommunikativen Kompetenz. Die Kommunikationsfähigkeit stärkt zusätzlich das Selbstbewusstsein und ermöglicht dadurch ein sicheres Auftreten.
Nach Erlernen durch Erziehung und sozialer Kompetenz werden die Normen zunächst unbewusst verinnerlicht. Bei jedem Individuum lassen sich jedoch die unbewussten Regeln nur allzu oft von Emotionen übertrumpfen. Hat man z. B. Angst von einem Sender verbal angegriffen zu werden, neigt man dazu, durch Unterbrechung, Aufmerksamkeit abwenden etc., Regeln und Maximen zu missachten, um sich selbst zu schützen. Durch bestimmte Schulungen, welche die Regeln bewusst machen sollen, wird es leichter die Emotionen zu kontrollieren und den Regeln unterzuordnen. Ein krampfhaft von Regeln bestimmtes Gespräch wirkt jedoch oft künstlich und erzwungen (übertriebener Blickkontakt kann verunsichern und irritieren). Schulungen alleine sind kein Freifahrtschein für perfektes Kommunizieren, da die sich immer wandelnde Kommunikationstechnologie den Menschen überfordert. Kommunikationskompetenz ist bis zu einem gewissen Grad erlernbar und basiert auf Regeln, die jedoch abzuwägen und situationsgemäß einzusetzen sind. Die Gesprächslinguistik hebt darüber hinaus hervor, dass es im Rahmen der allgemein anerkannten Kommunikationsregeln sowohl sozial als individuell, d. h. für ganze Gruppen als auch für einzelne Sprecher(innen), durchaus einen Spielraum zur Ausbildung eines eigenen "Gesprächsstils" (vgl. Neuland 2009) gibt.

## Kommunikative Kompetenz im Deutschunterricht
In Bezug auf den Deutschunterricht aller Schultypen ist der Erwerb kommunikativer Kompetenz seit den 1970er Jahren ("Kommunikative Wende" der Deutschdidaktik) als grundlegend erkannt (vgl. Kochan 1975, Portmann 1981): Lehrpläne betonen diesen auch fächerübergreifenden Auftrag des Faches Deutsch seit Langem. Im Zeichen der "Kompetenzorientierung" auch des Sprachunterrichts hebt die Deutschdidaktik ein Prinzip "reflexiven Sprechens" (vgl. Abraham 2016) hervor, denn mündliche Kommunikation ist zum einen (in allen Schulfächern) Medium des Unterrichts, zum andern aber (besonders im Fach Deutsch) auch Unterrichtsgegenstand und als solcher der Reflexion zugänglich zu machen, was Unterrichtsverfahren wie z. B. das Rollenspiel und verschiedene mediale Inszenierungen nahelegt.
Dass diese Sichtweise an die alte Lehre der Rhetorik anschließt, wird bei Teucher (Hg.) 2015 betont: Kompetenzerwerb und -ausbau im Bereich mündlicher Kommunikation ist in Schule und Beruf von grundlegender Bedeutung.